# Fresnes-en-Tardenois
Fresnes-en-Tardenois es una comuna francesa situada en el departamento de Aisne, de la región de Alta Francia.

## Geografía
Está ubicada a 16 km al noreste de Château-Thierry.

## Demografía
| 212 | 188 | 211 | 191 | 245 | 263 | 254 | 267 |
| Para los censos de 1962 a 1999 la población legal corresponde a la población sin duplicidades (Fuente: INSEE [Consultar]) |     |     |     |     |     |     |     |